# Konak du müsellim à Valjevo
Le konak du müsellim à Valjevo (en serbe cyrillique : Муселимов конак у Ваљеву ; en serbe latin : Muselimov konak u Valjevu) est un konak situé à Valjevo, dans le district de Kolubara en Serbie. Il est inscrit sur la liste des monuments culturels protégés de la république de Serbie (identifiant no SK 603).

## Présentation

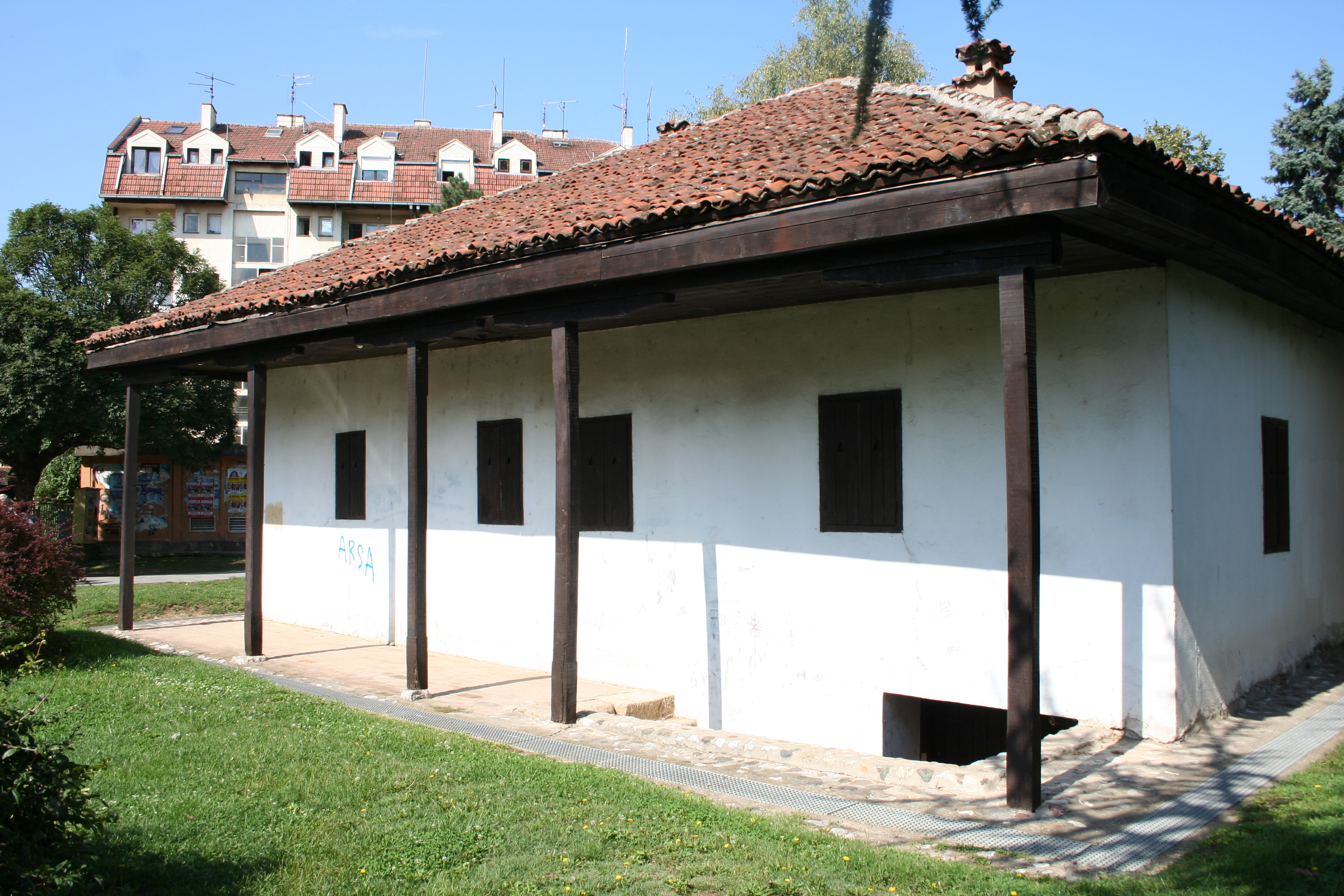
Autre vue du bâtiment.

Le konak a été construit au XVIIIe siècle, ce qui en fait le bâtiment le plus ancien de la ville de Valjevo. Il a été édifié pour les besoins du « müsellim », l'administrateur turc de la nahija de Valjevo.
Le bâtiment est construit sur un plan rectangulaire ; il dispose d'un simple rez-de-chaussée, avec un porche-galerie ouvert qui court tout le long de la façade. Il est constitué de pierres et est doté d'un sous-sol qui s'étend sur la totalité de l'édifice et auquel on accède de l'extérieur. Le konak possède un toit à quatre pans recouvert de tuiles.
Le rez-de-chaussée était réservé à l'administration, tandis que la cave a servi de prison. Le konak a ainsi joué un rôle au début du premier soulèvement serbe contre les Ottomans ; en 1804, Ilija Birčanin et Aleksa Nenadović y ont été détenus puis tués au moment du Massacre des Princes, un événement qui a été la cause immédiate du déclenchement de la révolte. Les têtes de ces deux princes ont été tranchées puis exposées sur le toit du bâtiment.

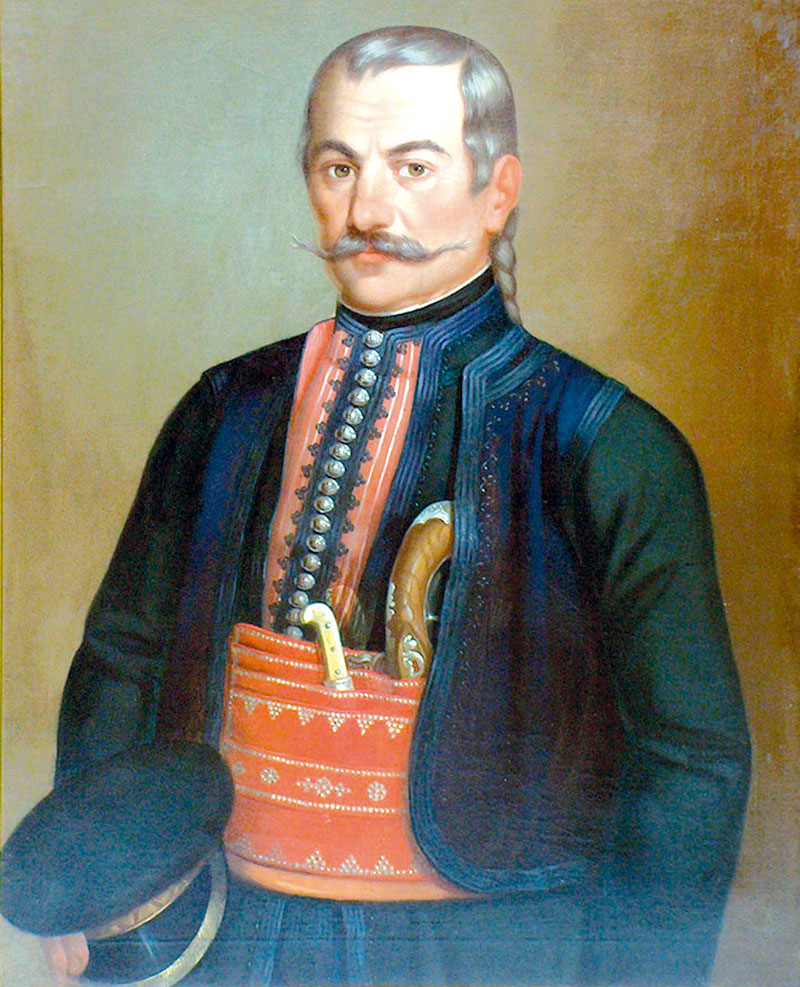
Portait d'Aleksa Nenadović par Uroš Knežević, 1855

Le konak abrite aujourd'hui un département du musée national de Valjevo. Le rez-de-chaussée est consacré à une exposition sur les premier et second soulèvement serbe contre les Turcs, tandis que le sous-sol présente des objets liés au massacre des princes,.